# Mare de Déu dels Àngels de Llívia
L'església de la Mare de Déu dels Àngels de Llívia és una obra del municipi de Llívia (Cerdanya) que s'aixecà els segles xvi i xvii sobre d'una altra d'anterior, aprofitant-ne els materials. Ambdós edificis estan inventariats de manera separada: l'església forma part de l'Inventari del Patrimoni Arquitectònic de Catalunya i les Torres de l'Església de Llívia estan declarades bé cultural d'interès nacional.

## L'església

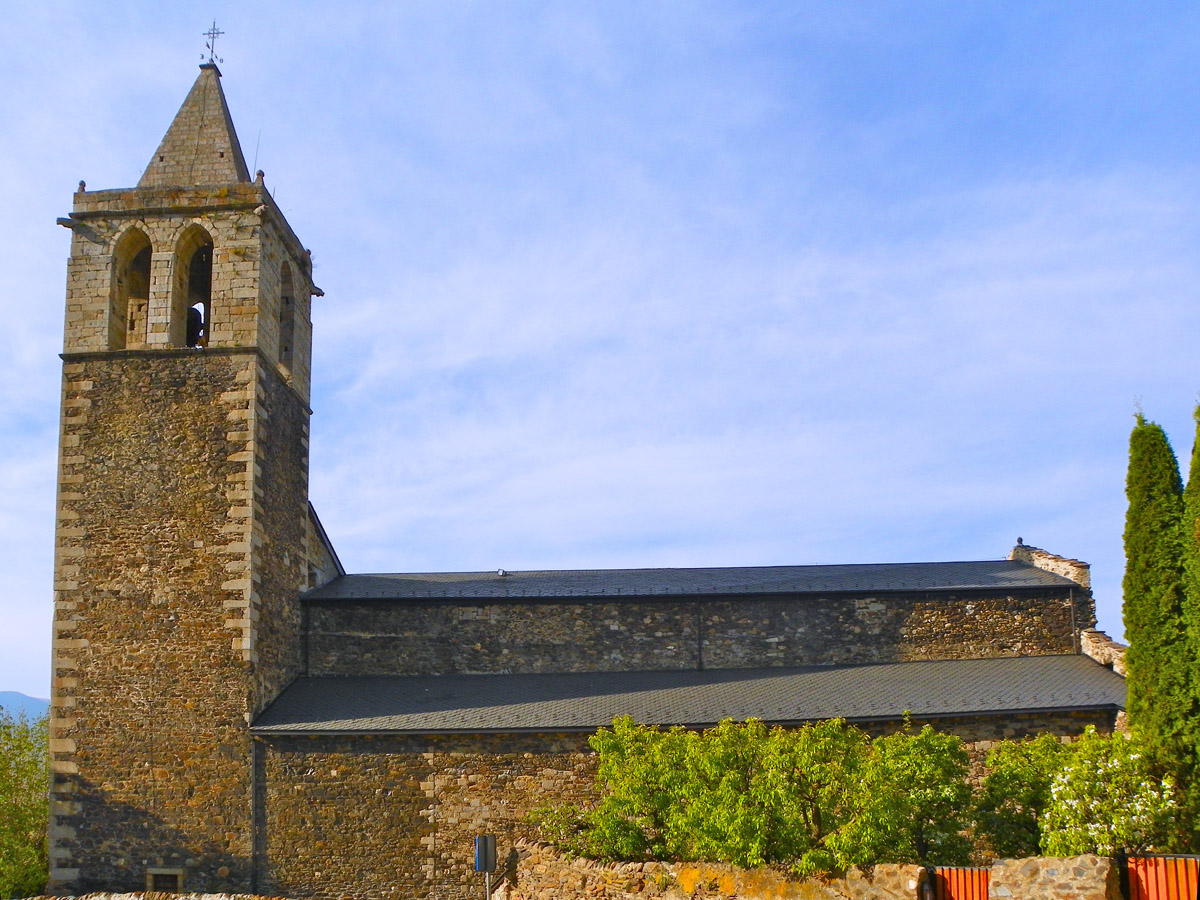

L'església de Santa Maria del Puig, a l'antiga població al Puig del Castell, està datada des del 835. La construcció de l'església de la Mare de Déu dels Àngels, a finals del segle xvi, es va iniciar quan la vila es recuperava de la desfeta soferta durant el segle xv, presidint el nou nucli de població al peu del Puig del Castell. Aquesta església substitueix la del 1277. M.Vilaseca i Narbona feu un estudi rigorós de cadascuna de les lloses publicat al IX Quadern d'Informació Municipal, de Llívia de l'any 1989. L'orgue fou construït a Collbató.

### Exterior
És una església d'una sola nau central amb cinc capelles laterals a cada costat. Les voltes de creueria descansen sobre permòdols i les seves nervadures es tanquen en unes claus de volta historiades. El cor es troba al primer tram de l'edifici, recolzat sobre una arcada gòtica transversal. Hi ha petites finestres a la part superior dels murs laterals, dues més de vidrieres als costats de l'absis, amb una rosassa central, representant Sant Guillem.
La façana principal és llisa, amb una rosassa superior. Té un portal renaixentista. A banda i banda de la façana hi ha dues torres rodones de defensa que li confereixen un aspecte d'església fortalesa. L'església té una altra entrada més petita orientada a migdia. L'anterior està a ponent. El campanar està al nord-est de l'església, és de planta quadrada esvelt i auster. El nivell on hi ha les campanes està separat per motllures i construït amb carreus. Els sis finestrals estan coronats per una barana, un alçat prismàtic i penell.

### Interior
De l'interior de l'església destaca la forma poligonal de l'absis, pla per la part exterior. Té sis trams amb cinc capelles laterals entre els contraforts. Les voltes de creueria descansen sobre permòdols i les seves nervadures es tanquen en unes claus de volta, on hi són representades la Mare de Déu dels Àngels, l'heràldica de la família Descatllar i altres claus historiades. A la paret nord les finestres estan tapiades i totes les vidrieres que figuren són dels anys 50. Hi ha lloses sepulcrals al bell mig del passadís central de la nau. Són un total de tretze amb una cronologia que va des del s.XV al XIX pertanyents a les antigues famílies de la vila. S'hi llegeixen els cognoms Carbonell, Salses, Arròs, Palau, Jordana, etc. N'hi ha com a mínim deu més situades entre els graons de la porta sud i els que continuen fins al carrer dels Forns i el de la Baixada de l'Església.
L'orgue està situat a la cinquena capella, al cantó del migdia. De disseny català, en el que els tubs més grossos estan als laterals, en lloc del mig, com en els orgues castellans. Té una registració, també d'escola catalana, de dos teclats manuals i de pedal. La disposició dels registres a l'"Orgue Major" és de 56 notes, a la paret; la "cadireta", també de 56 notes, és un cos penjant que per la seva situació més pròxima a l'auditori, té un impacte acústic més immediat. Consta de 1154 tubs sonors i de 45 tubs canonges, de transmissió mecànica; 17 Jocs reials: 23 Registres útils; Diapasó 440hz a 20 graus; harmonitzat amb to brillant. És molt notable el registre de corneta, que és molt característic per corals i temes de solista. El de mixtura, el de regalia i també el registre de trompeta a pedal per a les "Fugues i Fantasies" de Bach. El 16 peus molt robust, d'agradable so harmònic i de pulsació.
La pica baptismal està situada a la primera capella a la part meridional. Es tracta d'una pedra monolítica de granit, de forma circular, amb elements renaixentistes formant una balustrada. A la sagristia hi ha la talla del Sant Crist de Llívia, del segle xiii.

## Les torres

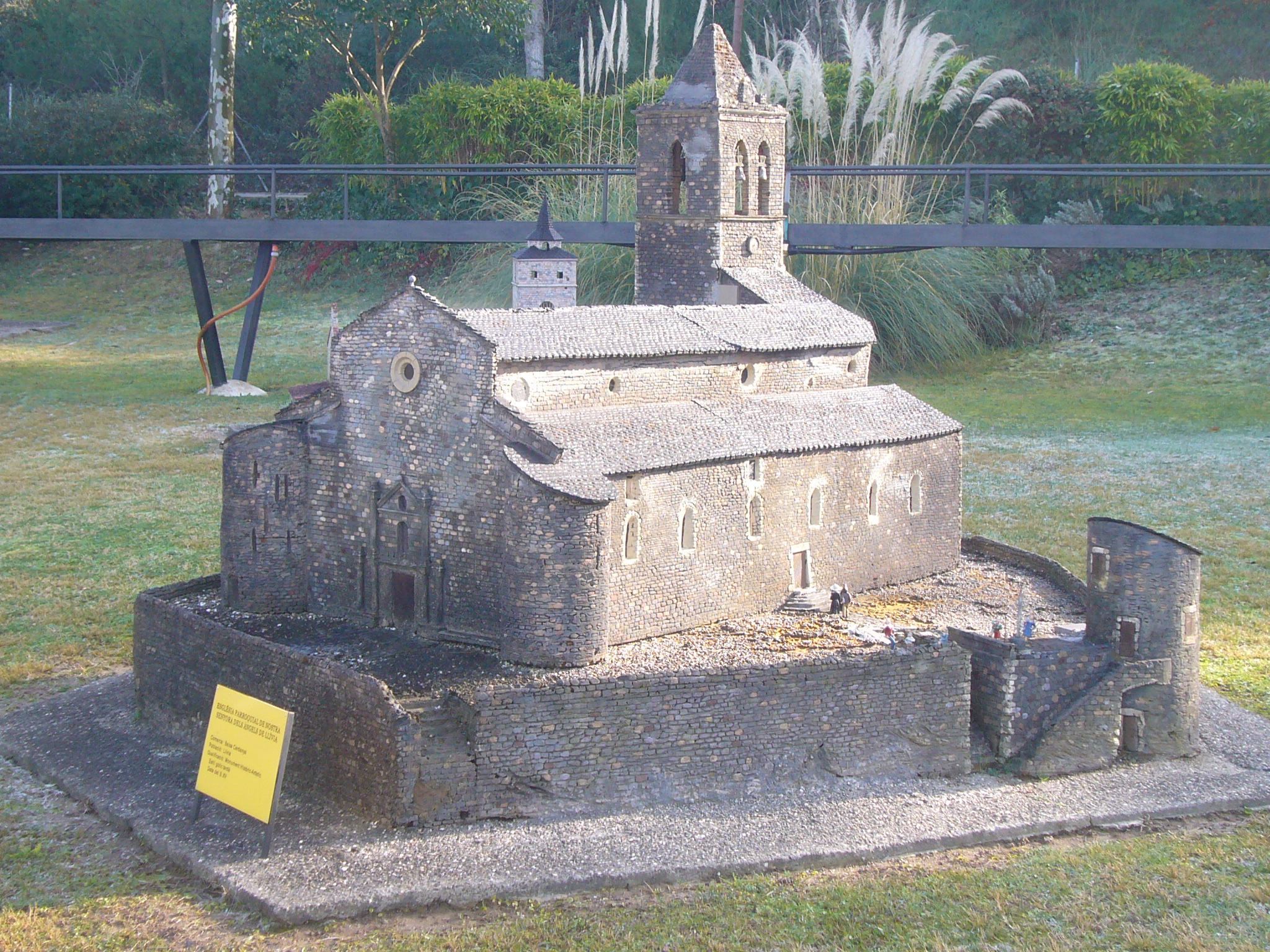

Les Torres de l'Església de Llívia estan declarades bé cultural d'interès nacional. Són torres rodones de defensa amb espitlleres, el que defineix una obra típicament militar, que estan situades als extrems de la façana de l'església. Són torres circulars de defensa, d'ampli diàmetre, que flanquegen la façana principal de l'església parroquial de la Mare de Déu dels Àngels, configurada per un portal ornamental amb columnes, fornícules i frontó del tipus renaixentista. La paret de la façana és llisa amb una rosassa superior.
Les dues torres tenen una porta d'entrada a la part baixa i un gran nombre d'espitlleres al llarg dels murs. Les dues torres tenen el teulat en pendent, cobert de pissarra. El material emprat és de pedra i maçoneria. L'adossament de les torres de defensa, confereixen a l'edifici un aspecte d'església-fortalesa. A l'exterior de l'església per la part sud, el recinte queda realçat per la tercera torre rodona, la Torre de Bernat de So.
Aquestes torres, juntament amb l'església, van ser fetes després de la destrucció del castell, que dominava la vila, el qual el 1479, després d'un setge de més 14 mesos el rei francès Lluís XI el feu volar i derruir.